# 部族大公

1000年頃の神聖ローマ帝国
----
ザクセン公国
下ロートリンゲン公国
上ロートリンゲン公国
フランケン公国
シュヴァーベン公国
バイエルン公国

部族大公（ぶぞくたいこう、英：Stem duke、独：Stammesherzog）とは、10世紀、カロリング朝の断絶および帝国の再興時に中世ドイツに成立した大公。

## 概要
「部族」とはゲルマンの部族であるフランク、サクソン、バイエルン、アラマンニ（シュヴァーベン）を指す。
カロリング朝は8世紀に旧来の部族大公領を解体させていたが、9世紀末のカロリング朝の没落とともに、旧来の部族領が王国の分領地と認識されるようになった。この時成立した部族大公領は、フランケン大公領、ザクセン大公領、バイエルン大公領、シュヴァーベン大公領（アレマニア大公領）およびロートリンゲン大公領の5つであった。
部族大公領はザーリアー朝統治下のドイツにおいても主要な分領地でありつづけたが、中世盛期初期のホーエンシュタウフェン朝下では次第に廃れていき、最終的に1180年にフリードリヒ1世がより多くの公領を設置し廃止された。
ドイツ語の部族大公領「Stammesherzogtum」という言葉は、19世紀半ばにゲルマン史学の中で用いられるようになったが、それはドイツ統一の問題と関連があった。それゆえこの語の適用性および中世ドイツにおける部族大公の実態については長い間議論の対象となっている。その英語の直訳である「stem duchy」は20世紀初期に用いられるようになった新造語である。その後、「tribal」の語が用いられる傾向はあるものの、「stem duchy」の語が一般的となっている。